# Skakbladet
Skakbladet — данський шаховий часопис, виходить щодва місяці (раніше — щомісяця). Друкований орган Данського шахового союзу. Перший номер побачив світ 3 липня 1904 року. Одне із найстаріших шахових періодичних видань світу, які безперервно виходять досі.
Редактори (станом на лютий 2018 року): Ларс Шандорфф і Ян Лефберґ.